# 谷柏直家
谷柏直家，出生於天文20年（1551年），卒於慶長15年（1610年），是日本戰國時代的武將。最上氏家臣，谷柏館主，擁有四千石領地。谷柏直綱之子，自稱相模守。　　
1570年，伊達晴宗、輝宗父子對立時，擔任最上家的使者進行調解，1574年作為最上義光的名代前往伊達家，從事和伊達輝宗得和解工作。
1600年，上杉軍攻打長谷堂城同時，谷柏館亦遭到上杉軍攻擊，在谷柏直家成功堅守。